# ماکاشدومب
ماتیاش‌دومب (به مجاری:  Mátyásdomb) یک شهرداری در مجارستان است. ماتیاش‌دومب ۳۵٫۳۹ کیلومتر مربع مساحت و ۷۹۲ نفر جمعیت دارد.